# Nazionale maschile di rugby a 13 della Giamaica
La nazionale di rugby a 13 della Giamaica è la selezione che rappresenta la Giamaica a livello internazionale nel rugby a 13.
Dopo la nascita della Jamaica Rugby League Association nel 2004, una selezione giamaicana ha iniziato a giocare una serie di partite non ufficiali. Il debutto risale al 2009 in occasione della partita contro gli Stati Uniti valida per l'Atlantic Cup. Disputerà la sua prima Coppa del Mondo in occasione della Coppa del Mondo di rugby a 13 2021 che si terrà in Inghilterra.